# 佐藤哲 (洋画家)
佐藤 哲（さとう てつ、1944年（昭和19年）1月27日 - ）は、大分県大分市出身の日本の洋画家。本名佐藤哲也。

## 来歴

### 略歴
1944年（昭和19年）1月27日、大分県大分市に生まれる。
1966年（昭和41年）、大分大学学芸学部美術科卒業。翌1967年（昭和42年）、江藤哲に師事。

### 受賞歴
1975年（昭和50年）日展初入選、同年東光展会友賞。1982年（昭和57年）「紫陽花の頃」が第14回日展特選を受賞、東光展会員賞。1991年（平成3年）ジャパンフェスティバル・イン・ベルリン展金賞。
2009年（平成21年）「ひととき」が第41回日展文部科学大臣賞受賞。2013年（平成25年）、「夏の終りに」が日本芸術院賞受賞。

### 会員組織
1997年（平成9年）以降、日展審査員を4回務める。2002年（平成14年）日展評議員就任。2011年（平成23年）より東光会代表理事。2013年（平成25年）より日展理事。2015年（平成27年）12月16日より日本芸術院会員。2016年（平成28年）、日展副理事長就任。

## 著作
- 佐藤哲『佐藤哲作品集』一枚の繪、2003年11月。ISBN 978-4870731066。
- 佐藤哲『構図の基本を見なおしてもっと自由に絵を描こう』一枚の繪、2004年11月。ISBN 978-4870731103。

## 出展
- 2008年（平成20年）
  - 12月26日（金）～12月31日（水）大阪市北区、阪神百貨店梅田本店 8階 催場にて。第57回 100万人の洋画秀作市
2008年 歳末美術展 ― 新しい幕開けに飾る一枚の絵を ― 招待作家立川広己画伯はじめ計3名画家出席
佐藤哲画伯「港」F3号 等の作品が出展された。[6]
- 2009年（平成21年）
  - 2月26日（木）～3月1日（日）「第4回アートフェスタ in 東京フォーラム」(東京・有楽町東京国際フォーラム）
東京国際フォーラムB1ロビーギャラリー ― 一枚の繪がお届けする200点のコレクション。入場無料。―招待作家立川広己画伯はじめ計3名画家出席。
佐藤哲画伯は「日の出 真鶴港」F8号 等を出展。[7]
  - 6月7日（日）～6月11日（木）東京・中央区銀座、スペース銀座の杜にて。一枚の絵づくし 2009 アートフェア。
招待画家として、佐藤哲画伯、立川広己画伯、その他合計13組の画家等が出展・毎日在廊する中、
佐藤哲画伯は「少女」P8 等の作品出展。その他、立川広己画伯は「紅花」F8 等の作品出展、
東郷青児画伯「追想」SM、村田省蔵画伯「パンジー」F3 等はじめ多数作品出展された。[8]
  - 7月7日（火）～7月14日（火）愛知県名古屋市、ジェイアール名古屋タカシマヤ10階催会場にて。2009年・第8回 一枚の繪 夏のアートマーケット。
招待画家として、佐藤哲画伯、立川広己画伯、その他、合計8組の画家等が出展・在廊。
― 洋画を中心に日本画・水彩画、150名の作家400点を一堂に ― 展示即売、入場無料。
佐藤哲画伯は、7月11日（土）来場。
立川広己画伯は、「春のうらら」F6、「月明り」F4、「メロディー ひまわり」F4 等を出展。
佐藤哲画伯は、「富士」F8、「奥入瀬」F6、「江ノ島」F3×2 等を出展。[9]